# گالن کلارک

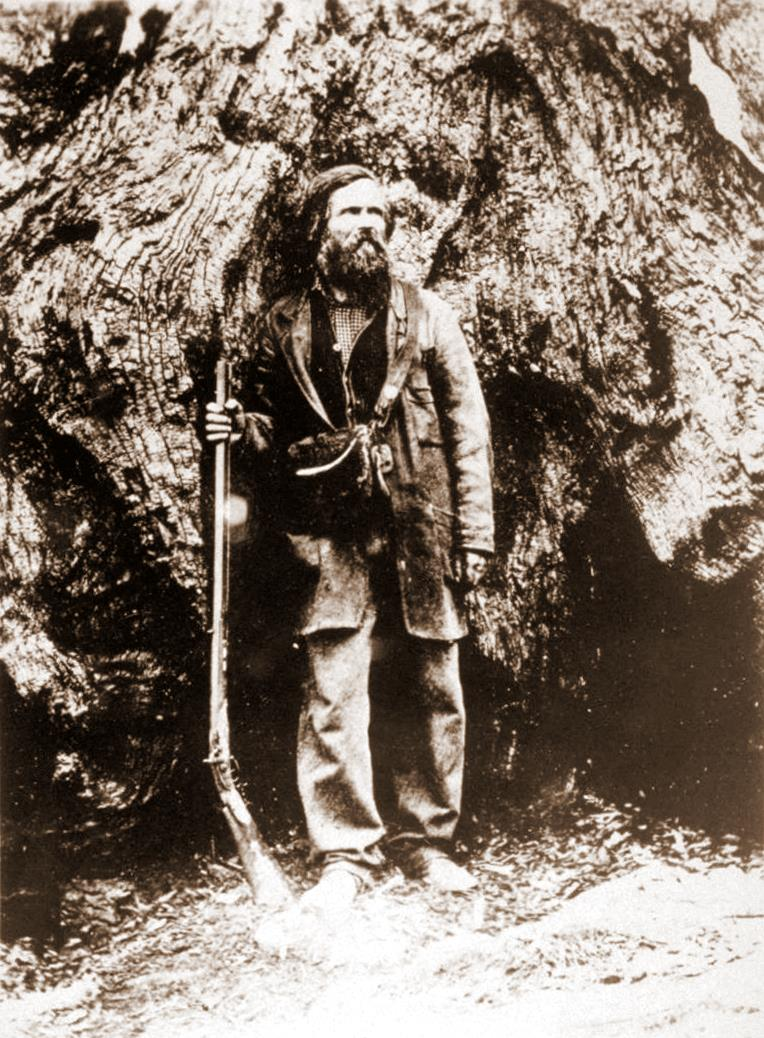
کلارک در کنار درخت های بزرگ

گالن کلارک (زاده ۲۸ مارس ۱۸۱۴ – درگذشته ۲۴ مارس ۱۹۱۰) یک مرتجع و نویسنده آمریکایی زاده کانادا بود. وی به عنوان نخستین شخص آمریکایی اروپایی نام برده می شود که بیشه ماریپوزا درخت های غول آسای سکویا را پیدا نمود و به دلیل فعالیتش در کسب کردن قانون هایی برای محافظت از آن و ناحیه یوسمیتی و به اندازه ۲۴ سال به عنوان پاسبان پارک ملی یوسمیتی معروف می باشد.

## اوایل زندگی و تحصیلات
گالن کلارک در سال ۱۸۱۴ در شیپتون، شرق کانادا (کبک امروزی) متولد شد. 

## ازدواج و تشکیل خانواده
گالن در سنین جوانی به نقل مکان کردن به غرب افزون شد و در سال ۱۸۳۶ به واترلو، میسوری مهاجرت نمود. وی در میسوری با ربکا مک کوی مالوف شد و آنان بعد از طی کردن فرایند آشنایی در سال ۱۸۳۹ با یکدیگر ازدواج کردند. حاصل ازدواج آنان ۵ فرزند شد نام فرزندان آنان به ترتیب: الویرا میسوری کلارک (۱۸۴۰-۱۹۱۲)، جوزف لاک کلارک (۱۸۴۲-۱۸۶۲)، مری آن کلارک (۱۸۴۴-۱۹۱۹)، کالن آلونزو کلارک (۱۸۴۷-۱۸۷۳)، و سولون مک کوی کلارک (۱۸۴۸-۱۸۵۷). . فقط ۲ نفر از فرزندان آنان تا بعد از مرگ خانواده آنان زنده ماندند نام آن دو نفر به ترتیب: الویرا کلارک که در اوکلند کالیفرنیا ازدواج نمود و بعد از فرایند ازدواجش پزشک شد. و دختر دیگر آنان، مری آن کلارک، که با جان تی ریگان از اسپرینگفیلد، ماساچوست ازدواج نمود. 

## حرکت به کالیفرنیا
بعد از فوت کردن همسرش در سنین جوانی، گالن به کالیفرنیا مهاجرت نمود تا در سال ۱۸۵۴ در وقت طوفان طلای کالیفرنیا در پی تمول یا به عبارت روان (ثروت) خودش باشد.  در سال ۱۸۵۷، در سن ۴۳ سالگی، گالن دچار یک عفونت بسیار شدید ریه می شود که به عنوان مصرف تشخیص داده شد (در زمان او سل نام گذاری شده بود). پزشک ها به گالن فرصتی ۶ ماهه را دادند، چون در آن وقت هیچ راهکار یا درمانی آنتی بیوتیکی برای بهبودش وجود نداشت، ولی به گالن راهنمایی کردند که آسوده باشد و از هوای بیرون نهایت لذت و تنفس را تجربه نماید.
گالن به ناحیه واونا، کالیفرنیا مهاجرت کرد. و سخنان آن در حین مهاجرتش این بود "من به کوهستان رفتم تا از شانس مرگ یا رشد خوب تر خودم نهایت استفاده را انجام دهم، که این گونه فکر می کردم حتی محتمل است." (کلارک، ۱۸۵۶) بعد از کتشاف بیشه ماریپوزا از سکویاهای غول آسا، جالین کلارک بیشتر زمان خودش را مشغول یافتن در این ناحیه و تعلیم رازهای درختان غول پیکر دارچینی به دیگران کرد.
او در مورد حفاظت از نخلستان به دوستان و کنگره ایالات متحده نوشت. او در نگارش و تصویب قوانینی برای حفاظت از این ناحیه مشارکت نمود و با جلب حمایت سناتور آمریکایی جان کانس از کالیفرنیا. قانون کمک هزینه یوسمیتی توسط رئیس جمهور آبراهام لینکلن امضا شد. انتقال زمین به ایالت کالیفرنیا برای حفظ نمودن، این کمک هزینه اولین در نوع خود بود. این قانون برای حفاظت نمودن از دره یوسمیتی و بیشه ماریپوزا غول آسای سکویا برای استفاده مردمی، استراحت و بازی... برای همیشه رد نکردنی ماند. جالینوس نخستین"پاسبان کمک هزینه" شد. ریه های او خوب تر شد و مقدار زیادی از ناحیه را یافت و تصاعد نمود.

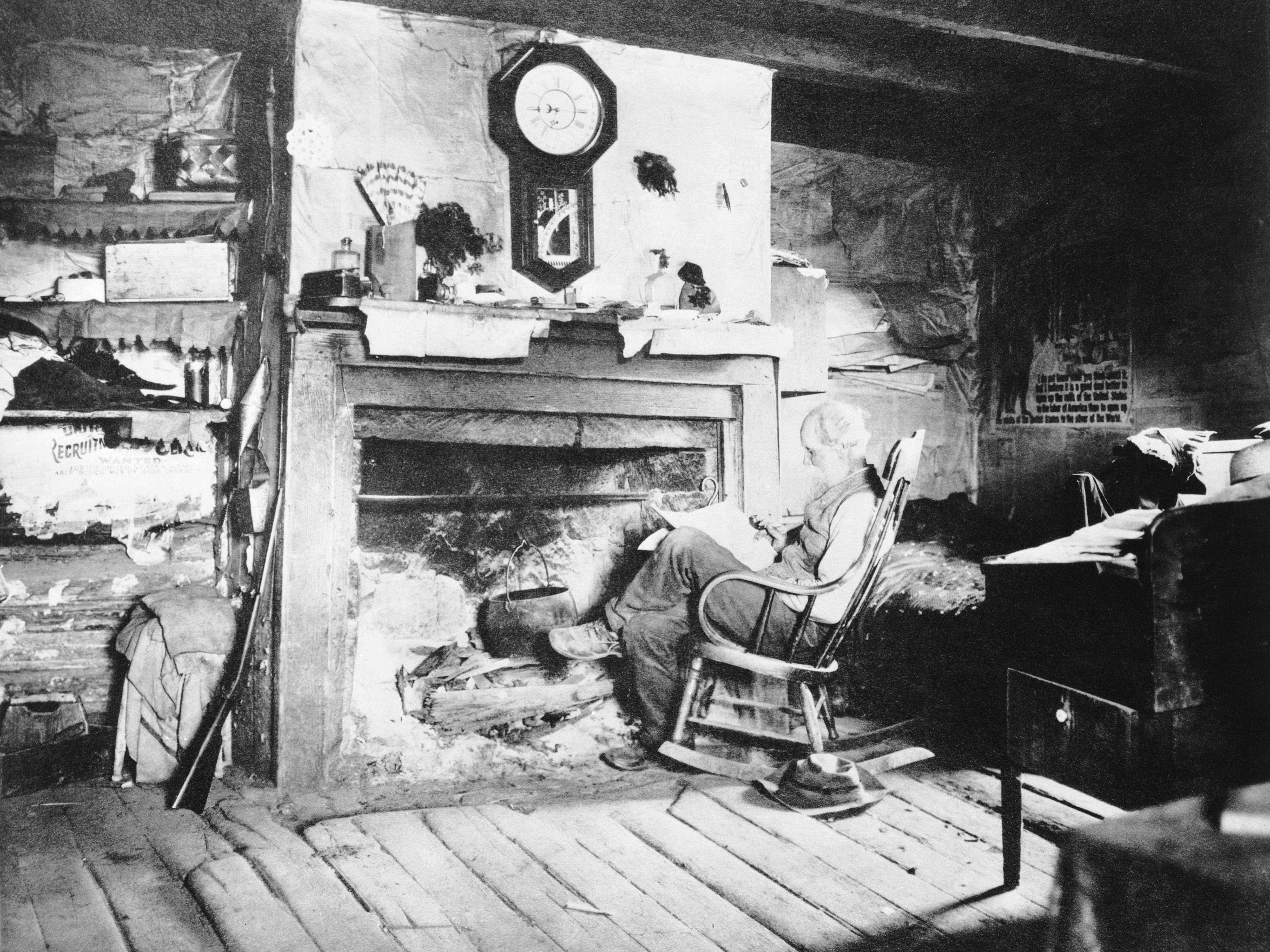
تصویر کلارک در سال های پایانی زندگی

او برای یافتن توانگر سازی خودش از دره یوسمیتی یا درخت های سکویا نبود. او یک هتل معمولی و خدمات راهنما را اداره می نمود. یک تاجر بیچاره، همیشه مدیون بود. به عنوان مثال، در ایستگاه کلارک او چندین کارمند بیشتر از تعداد میهمانان و فصل کم آن دارابود. 
او در روز های پایانی زندگی اش بسیار بی نوا بود. او ۳ کتاب در باره یوسمیتی تحریر نمود. کتاب های آن عبارتند از سرخپوستان یوسمیتی (۱۹۰۴) و دره یوسمیتی (۱۹۱۰). کتاب کلارک در مورد درختان سکویا معمولی، واقعی و مستقیم می باشد. او نقش شخصی خودش را در اکتشاف، مشهوریت و محافظت از بیشه درخت های غول آسای ماریپوزا کنار گذاشت. گالن به عنوان پاسبان هتل، راهنما و نگهبان یوسمیتی و ماریپوزا گروو خدمت نمود.
گالن زمانی را در سامرلند، یک مستعمره مینویی در جنوب کالیفرنیا، حومه سانتا باربارا مشغول زندگی بود.  امروزی خانه گالن هنوز در خیابان شلبی برقرار است.
در تاریخ ۲۴مارس ۱۹۱۰، گالن در خانه دخترش دکتر الویرا ام. لی در اوکلند، کالیفرنیا فوت می کند . او در ناحیه ای در حومه آبشار یوسمیتی به خاک سپرده می شود که او خودش چندین دهه پیش از فوتش آن را منتخب نموده و گودال کرده. او همچنین نمایان گر سنگ قبر گرانیتی را منصوب نمود و در طرف قبر خودش درخت هایی از سکویاهای ماریپوزا گروو غرس نموده بود. 